# Bosmont-sur-Serre
Bosmont-sur-Serre település Franciaországban, Aisne megyében. Lakosainak száma 171 fő (2022. január 1.). Bosmont-sur-Serre Burelles, Cilly, La Neuville-Bosmont, Prisces, Saint-Pierremont és Tavaux-et-Pontséricourt községekkel határos.

## Népesség
A település népességének változása:
| Lakosok száma | 313  | 251  | 197  | 206  | 203  | 198  | 193  | 192  | 186  | 171  |
|               | 1968 | 1982 | 1990 | 2006 | 2013 | 2015 | 2017 | 2019 | 2020 | 2022 |